# La finestra secreta
La finestra secreta (2004) és una pel·lícula de suspens protagonitzada per Johnny Depp i John Turturro. Fou escrita i dirigida per David Koepp, basant-se en el thriller psicològic Secret Window, Secret Garden (Finestra secreta, jardí secret), novel·la curta de Stephen King, acompanyada per la banda sonora de Philip Glass. La història va aparèixer en la col·lecció de King Four Past Midnight.

## Argument
Johnny Depp interpreta l'exitós escriptor Mort Rainey, que està patint un bloqueig en la seva inspiració i s'ha retirat en una solitària caseta al costat del llac, encarant un divorci amb la seva dona, Amy (Maria Bello), després de descobrir la seva infidelitat amb en Ted Milner (Timothy Hutton, qui també va interpretar Thad Beaumont a la pel·lícula amb similar tema d'en Stephen King The Dark Half), qui ara és el seu xicot. Vivint sol al bosc, en Mort s'enfronta un dia amb el misteriós John Shooter (John Turturro), qui l'acusa de plagi. En Shooter li dona a en Mort un manuscrit que assegura haver escrit ell.
Al principi en Mort es pren en Shooter com un malalt mental i llença el llibre. Però la seva serventa el treu de les escombraries creient que era d'en Mort i en lloc de llençar-lo de nou no pot deixar de pensar en ell, de manera que el llegeix. És gairebé exacte al que escriu ell. La pel·lícula mostra els desesperats intents d'en Mort per provar davant en Shooter i davant si mateix que no ha plagiat la història. En Shooter l'acosa contínuament i acaba matant el seu gos. En Shooter explica que el que desitja és que en Mort canviï el final (com en Shooter l'havia escrit, ja que els escrits difereixen una mica), i el publiqui, citant-ne en John Shooter com l'autor. Així com progressa la història, en Mort contracta un detectiu privat (Charles S. Dutton) i demana l'ajuda del xèrif del lloc, el qual no el creu. L'investigador li demana si hi ha algun testimoni, i en Mort recorda un home del poble que els va veure junts. Però llavors en Shooter assassina l'investigador i el testimoni i els deixa en un cotxe. En Mort empenta el cotxe cap al riu, pensant que els cadàvers l'inculparien. En Shooter també crema la casa que era d'en Mort i la seva dona (encara no estaven legalment divorciats). En Mort està convençut que en Ted hi envià en Shooter.
En Mort aconsegueix localitzar la revista que prova que ell publicà La finestra secreta abans que en Shooter escrigués Època de sembra. Ell va a l'oficina de correus i recull el conte. Però quan surt del cotxe el xèrif el sorprèn amb un somriure preguntant-li si podria fer-li algunes preguntes. Llavors en Mort se'n va. Però quan en Mort veu la revista s'adona que el seu conte ha estat retallat. La consciència d'en Mort li diu que des que la revista fou enviada a ell en un sobre de correus segellat en Shooter no podria haver-lo obert. De sobte la seva consciència li fa veure que en Shooter no és real, només una figura de la imaginació d'en Mort molt real perquè pugui viure sense que el detecti un trastornament d'identitat dissociatiu i per personificar el costat fosc de la seva personalitat i cometre actes que el mateix Mort no seria capaç de fer (assassinar i cremar). Durant aquesta revelació l'Amy es dirigeix a casa seva, i en aquell instant ell canvia la seva identitat del bo d'en Mort a l'assassí Shooter. Quan la seva exdona hi arriba ell ja se n'ha anat. Ella comença a buscar-lo a la casa i troba una ampolla de Jack Daniels gairebé buida a la taula. Més tard aprendrem que quan està influenciat per Jack Daniels, la segona personalitat d'en Mort, Shooter, reviu. En totes les parets en les que l'Amy mira es troba inscripcions de la paraula "shooter". Ella se n'adona més tard que el mateix Mort li revela que "shooter" significa en realitat "shoot her" (traduït al català com: dispara-li (a ella) o mata-la). Després de descobrir això ella intenta escapar-ne, però en Mort és massa ràpid per a ella. Llavors assassina la seva exdona i el seu amant, en Ted, amb una pala i els enterra al jardí on més endavant hi plantarà blat de moro.
Després de tot això, en Mort canvia profundament: el bloqueig de la seva inspiració desapareix i la seva passió per la vida retorna. La pel·lícula, tanmateix, acaba amb una nota especialment sinistra. El xèrif local informa en Mort que ell sap el que va fer i tan aviat com trobi els cossos empresonarà en Mort. Ell li resta importància despreocupadament i contesta que "El final és la part més important d'un conte. Aquest és molt bo. Aquest és perfecte." Llavors es revela que conreant i consumint blat de moro del jardí on la seva exdona i el seu amant estan enterrats en Mort està intentant destruir totes les proves necessàries que el podrien incriminar.

## Repartiment
- Johnny Depp: Morton "Mort" Rainey
- John Turturro: John Shooter
- Maria Bello: Amy Rainey
- Timothy Hutton: Ted "Teddy" Milner
- Len Cariou: Xèrif Dave Newsome
- Charles S. Dutton: Investigador privat Ken Karsch
- John Dunn Hill: Tom Greenleaf
- Chico: ell mateix